# Gregorio Cordovez
Gregorio Cordovez del Caso (La Serena, 24 de abril de 1783-Santiago, 1843) fue un político chileno. Hijo de don Domingo Esteban Cordovez Lamas y de doña Rita del Caso Larrondo. Contrajo matrimonio en 1820 con Isabel Cordovez Larrondo, su sobrina. Figuró en la política desde 1810.
En 1817 formó parte de la fuerza expedicionaria del Ejército Libertador que, al mando de Juan Manuel Cabot, ocupó la región en febrero de 1817.
Elegido Diputado por Elqui y Cutún para el período de 1824 a 1825, integrando la Comisión de Comercio, Agricultura y Minas. También formó parte de la Asamblea Provincial de Coquimbo.
Su nombre lo tiene el Liceo Gregorio Cordovez gracias a su idea de llevar un Instituto Superior o Liceo, equivalente al Instituto Nacional que reiniciaba sus actividades en Santiago, a través de su cargo de Censor en el Cabildo de La Serena.
En 1841 fue comisionado para la erección del actual cementerio municipal de La Serena y Templo de San Juan de Dios, obra a la que dedicó los últimos años de su vida, muriendo en 1843.

## Actividades públicas
- Gobernador Político y Militar de la Provincia de Coquimbo (1813)
- Alcalde de La Serena (1819, 1826, 1840 y 1841).
- Diputado representante de Ovalle, Combarbalá e Illapel (1822-1823) y 1823-1824.
- Diputado representante de Elqui y Cutún. (1824-1825).
- Presidente de la Asamblea Provincial de Coquimbo (1826-1827) y 1829.
- Diputado representante de Ovalle, Combarbalá e Illapel (1829-1830).